# Qatar ExxonMobil Open 2013
Il Qatar ExxonMobil Open 2013 è stato un torneo di tennis giocato sul cemento. È stata la 21ª edizione del Qatar ExxonMobil Open, facente parte dell'ATP World Tour 250 series nell'ambito dell'ATP World Tour 2013. Si è giocato nell'impianto Khalifa International Tennis Complex a Doha, Qatar, dal 31 dicembre 2012 al 6 gennaio 2013.

## Partecipanti

### Teste di serie
| Nazionalità | Giocatore             | Ranking | Testa di serie* |
| ----------- | --------------------- | ------- | --------------- |
| Spagna      | David Ferrer          | 5       | 1               |
| Francia     | Richard Gasquet       | 10      | 2               |
| Germania    | Philipp Kohlschreiber | 20      | 3               |
| Russia      | Michail Južnyj        | 25      | 4               |
| Francia     | Jérémy Chardy         | 32      | 5               |
| Serbia      | Viktor Troicki        | 38      | 6               |
| Spagna      | Feliciano López       | 40      | 7               |
| Spagna      | Pablo Andújar         | 42      | 8               |

* Le teste di serie sono basate sul ranking al 12 novembre 2012.

### Altri partecipanti
I seguenti giocatori hanno ricevuto una wildcard per il tabellone principale:
- Jabor Mohammed Ali Mutawa
- Mohamed Safwat
- Mousa Shanan Zayed

I seguenti giocatori sono passati dalle qualificazioni:

- Tobias Kamke
- Dustin Brown
- Jan Hernych
- Daniel Brands

## Campioni

### Singolare
Richard Gasquet ha sconfitto in finale  Nikolaj Davydenko per 3–6, 7–6(4), 6–3.
- È l'ottavo titolo in carriera per Gasquet, il primo del 2013.

### Doppio
Christopher Kas /  Philipp Kohlschreiber hanno sconfitto in finale  Julian Knowle /  Filip Polášek per 7–5, 6–4.